# Klockmannhaus

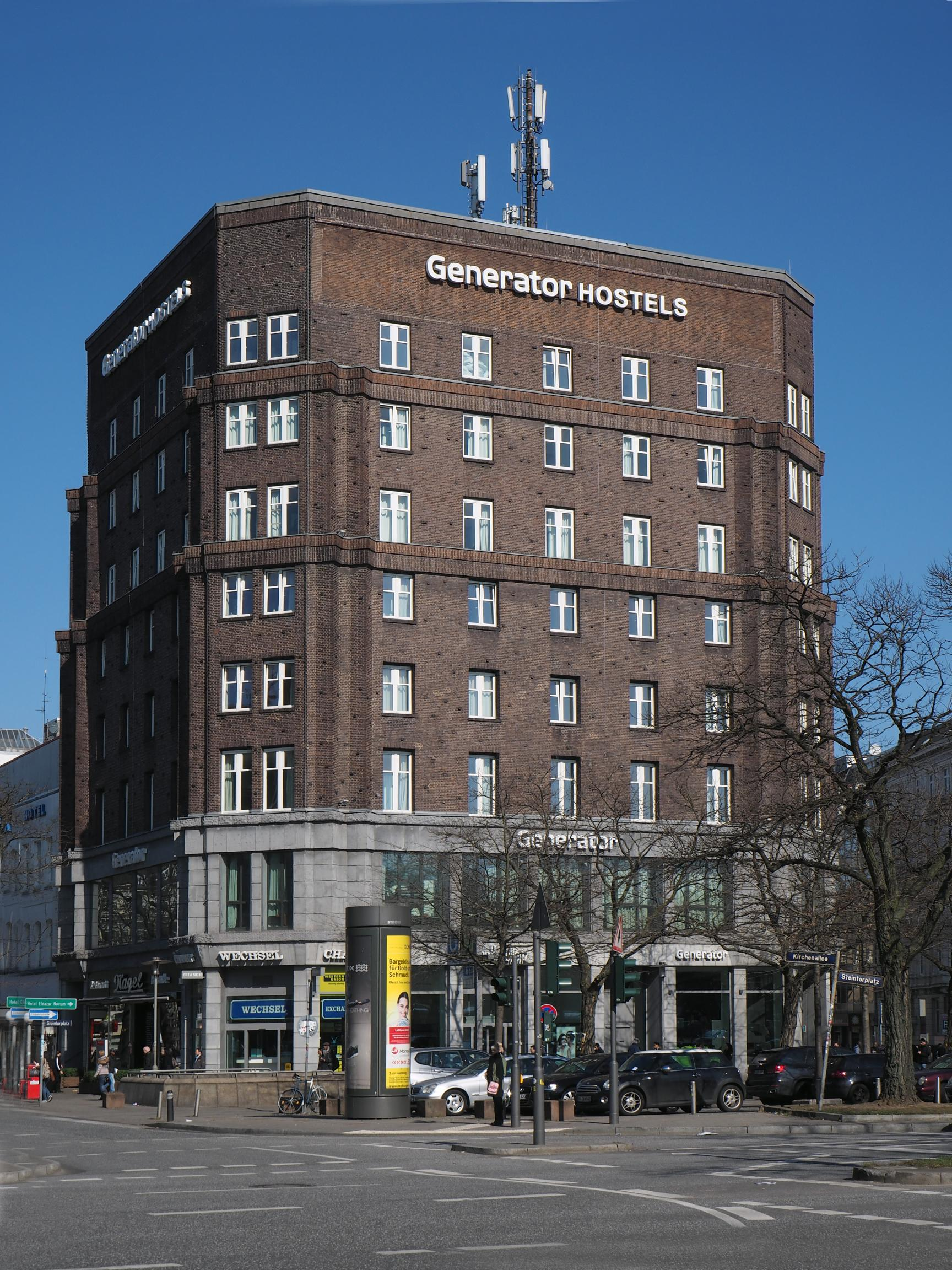
Klockmannhaus in Formen des Backsteinexpressionismus der 1920er Jahre (Foto 2016)

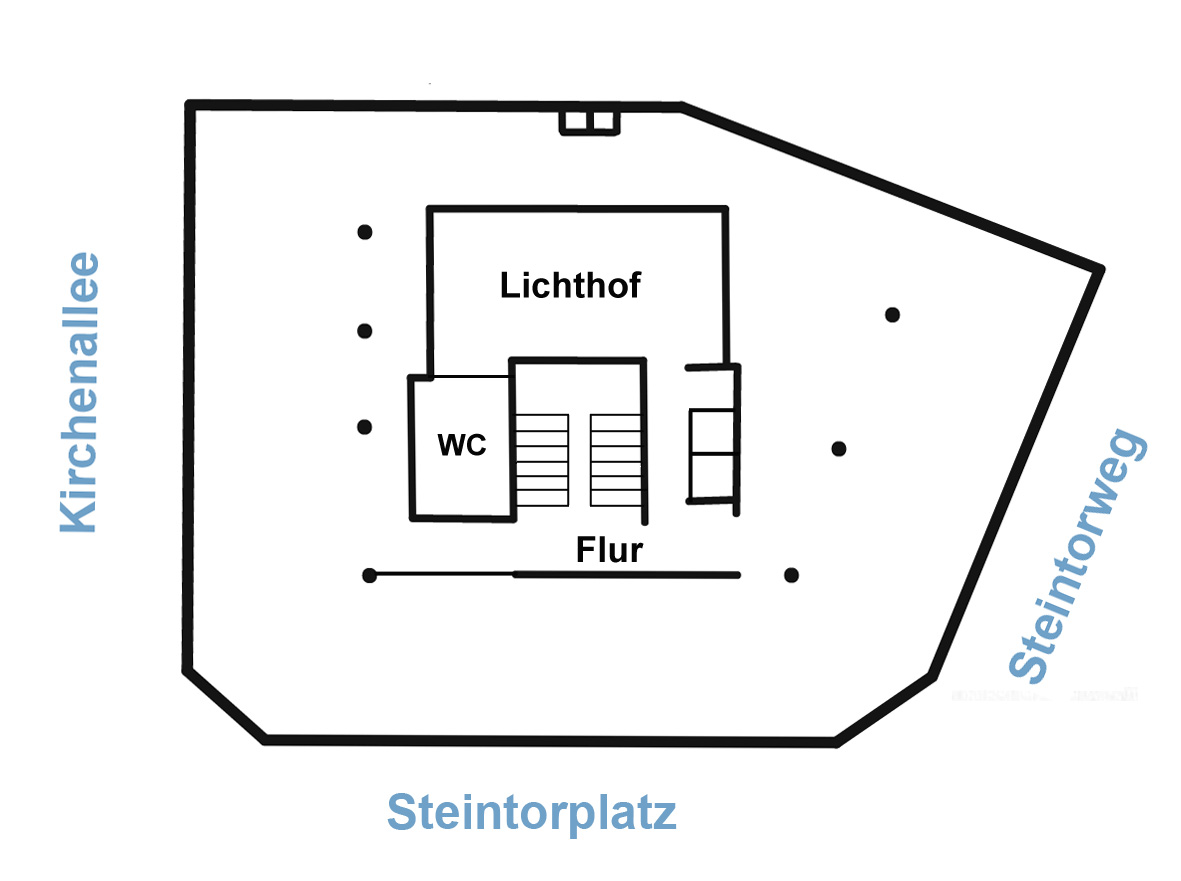
Skizze des ursprünglichen Grundrisses vor Einziehen der Zwischenwände

Das Klockmannhaus ist ein zum Hostel umgebautes ehemaliges Büro- und Geschäftshaus in Hamburg-St. Georg, auf dem Eckgrundstück Kirchenallee / Steintorplatz / Steintorweg in unmittelbarer Nachbarschaft zum Hamburger Hauptbahnhof. Mit seinen Backstein-Fassaden ragt es mehrere Stockwerke über die angrenzende Bebauung hinaus. Das Bauwerk steht als Kulturdenkmal mit der Objekt-ID 29214 unter Denkmalschutz.

## Baugeschichte und Nutzung
Das ursprüngliche Gebäude wurde im Jahr 1870 als Savoy-Hotel im neoklassizistischen Baustil errichtet, Architekt war Eduard Averdieck. 1900 erfolgte der erste Umbau durch die Architekten Leon Frejtag und Hermann Wurzbach.
Eine weitere, grundlegende Umgestaltung geschah 1925, nachdem der Lederwarenunternehmer Ernst Klockmann das Haus gekauft hatte, um es zum Stammsitz seines Unternehmens zu machen. Die Pläne dazu stammten von Rudolf Klophaus, August Schoch und Erich zu Putlitz. Durch eine in das alte Gebäude getriebene Stahlskelettkonstruktion wurde es möglich, den Bau auf insgesamt acht Geschosse aufzustocken. Damit war das Klockmannhaus eines der ersten Hochhäuser in Hamburg. Außerdem erhielt das Haus eine Klinkerfassade, die sich mit expressionistischen Bauformen von den umgebenden Putzbauten absetzte. 
Im Zweiten Weltkrieg erhielt das Klockmannhaus eine Flak-Stellung auf dem Dach und wurde durch Brandbomben beschädigt.
Zu den Mietern von Räume im Klockmannhaus gehörte unter anderem das Hamburg Akustik Studio. Hier spielten die Beatles am 15. Oktober 1960 ihre ersten Songs mit ihrem neuen Schlagzeuger Ringo Starr ein. Konkret wurden die Songs Summertime, Fever und September Song aufgenommen.
Der Enkel von Ernst Klockmann verkaufte das Gebäude im Jahr 2001 nach einer schweren Erkrankung. Danach stand es unter wechselnden Eigentümern jahrelang zum großen Teil leer.
Der dritte Umbau wurde von 2009 bis 2011 durchgeführt. Unter Beibehaltung der äußeren Erscheinung erfolgte die Umgestaltung zu einem Hostel mit Gastronomie im Erdgeschoss. Investor und Betreiber waren die britische Generator Hostels Ltd.; die Planung übernahm das Architekturbüro coido architects, zu dem die Architekten Sven Ove Cordsen, Jan H. Ipach und Henk Döll gehören.

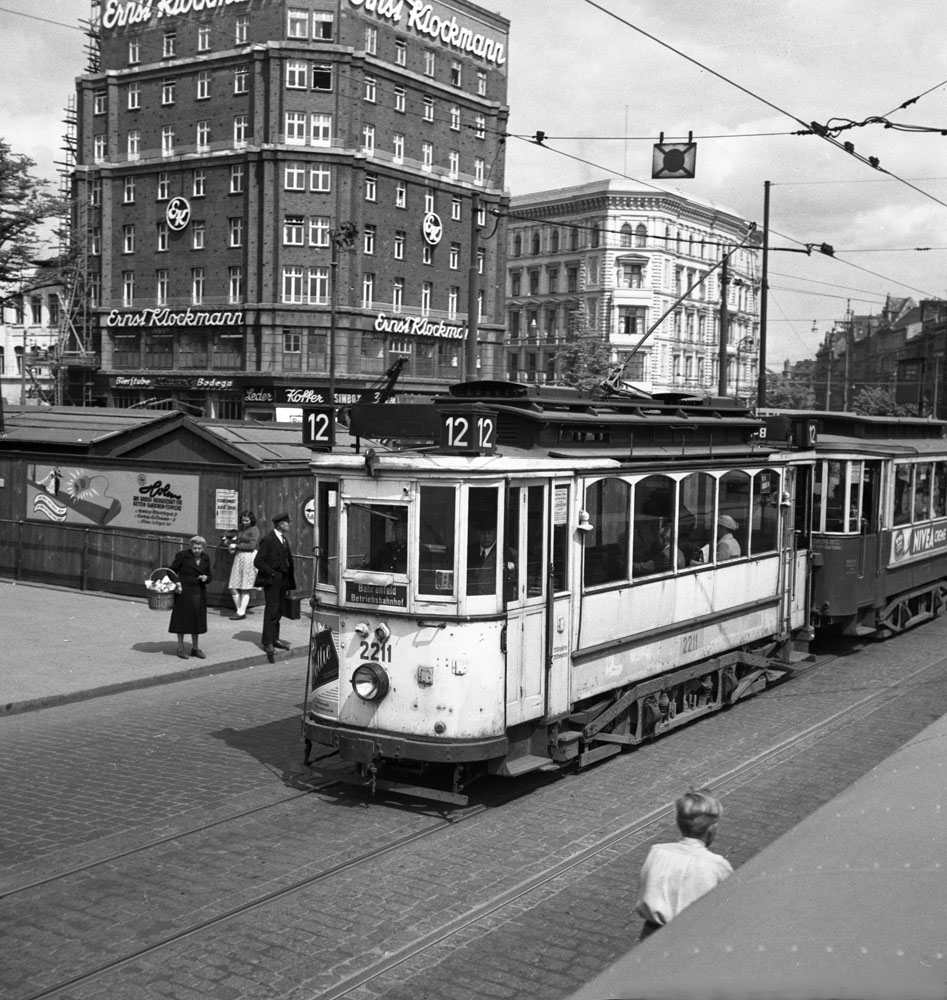
Klockmannhaus 1950 mit umfangreicher Werbebeschriftung
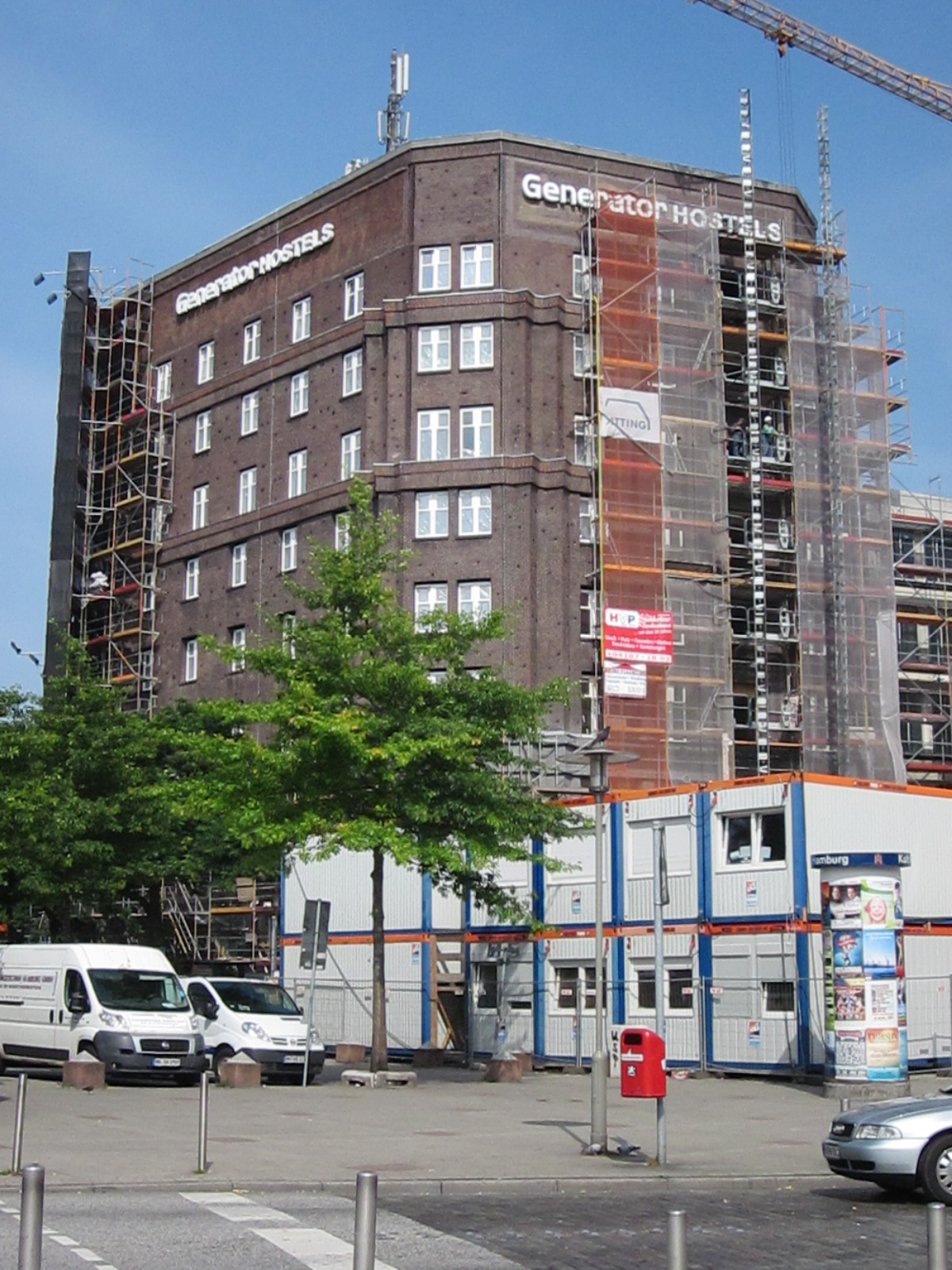
Klockmannhaus während des Umbaus 2011
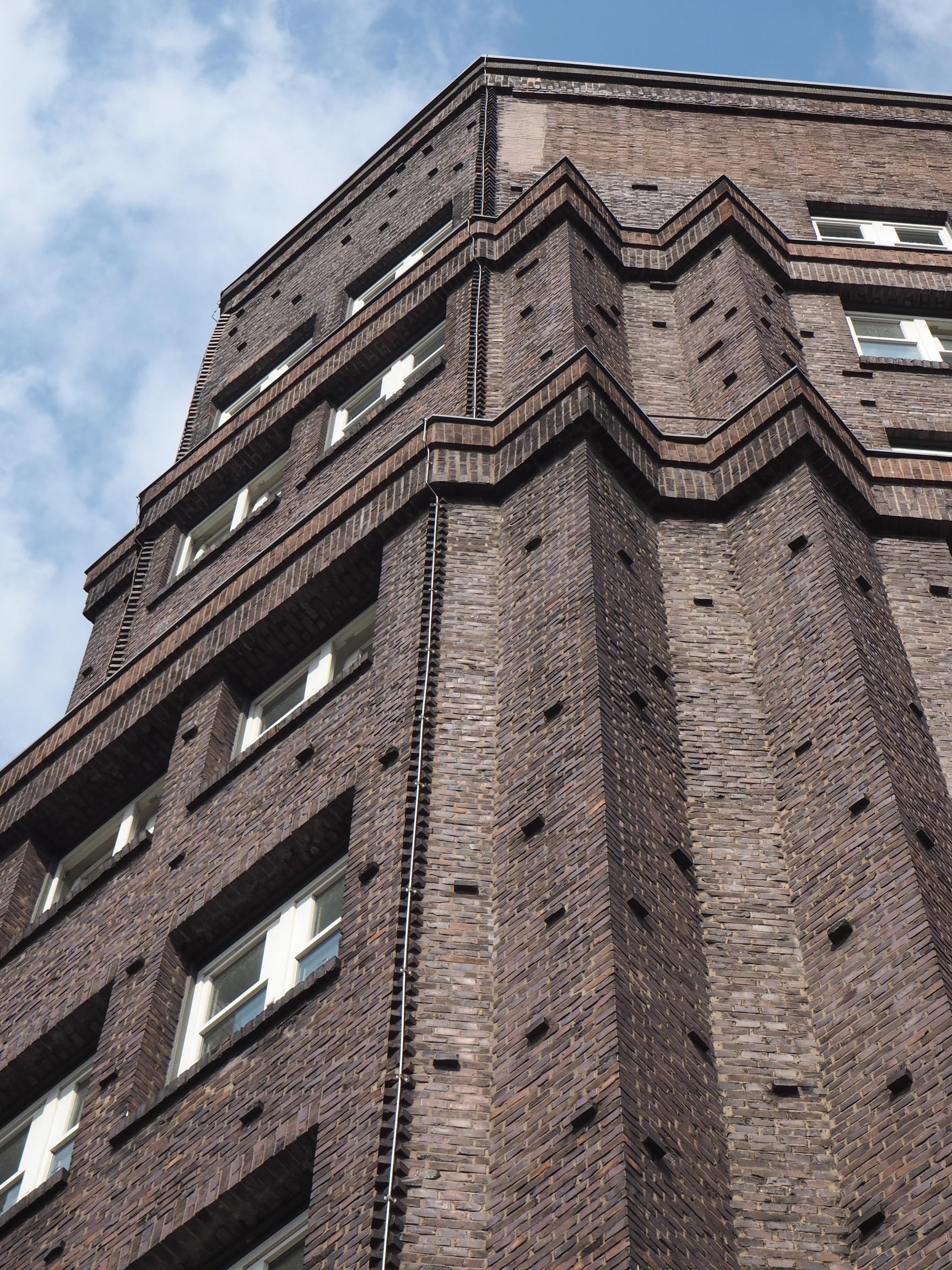
Baudetail: typische expressionistische Dreiecksformen

## Baubeschreibung
Das achtgeschössige Gebäude zeigt eine schlichte Lochfassade mit einigen expressionistischen Gestaltungselementen. Es ist deutlich als Eckhaus angelegt. Die beiden Straßenecken zum Steintorplatz wurden nicht rechtwinklig ausgeführt, sondern abgeschrägt. Die Schrägungen sind jeweils durch eine Doppelreihe nahe zusammenstehender Fenster hervorgehoben.
Abweichend vom vorherrschenden unverputzten Klinker-Mauerwerk wurden die Sockelgeschosse mit Werkstein verblendet. Die Fassade ist gegliedert durch Gesimse über den Sockelgeschossen, dem 5. und 7. Obergeschoss. Außerdem zeigen die Gebäudekanten dreieckige, lisenenartige Vorsprünge, die die Vertikale betonen. Über dem 8. Obergeschoss erstreckt sich ein geschosshoher fensterloser Bereich, der als Werbeträger genutzt wurde und wird.